# Amfreville (Calvados)
Amfreville és un municipi francès situat al departament de Calvados i a la regió de Normandia. L'any 2007 tenia 1.188 habitants.

## Demografia

### Població
El 2007 la població de fet d'Amfreville era de 1.188 persones. Hi havia 444 famílies de les quals 80 eren unipersonals (48 homes vivint sols i 32 dones vivint soles), 164 parelles sense fills, 180 parelles amb fills i 20 famílies monoparentals amb fills.
La població ha evolucionat segons el següent gràfic:
Habitants censats

### Habitatges
El 2007 hi havia 478 habitatges, 448 eren l'habitatge principal de la família, 17 eren segones residències i 13 estaven desocupats. 455 eren cases i 21 eren apartaments. Dels 448 habitatges principals, 383 estaven ocupats pels seus propietaris, 61 estaven llogats i ocupats pels llogaters i 4 estaven cedits a títol gratuït; 5 tenien una cambra, 9 en tenien dues, 34 en tenien tres, 85 en tenien quatre i 315 en tenien cinc o més. 369 habitatges disposaven pel capbaix d'una plaça de pàrquing. A 162 habitatges hi havia un automòbil i a 262 n'hi havia dos o més.

### Piràmide de població
La piràmide de població per edats i sexe el 2009 era:
| Homes | Edats   | Dones |
| ----- | ------- | ----- |
| 0     | 95 o +  | 4     |
| 0     | 90 a 94 | 0     |
| 4     | 85 a 89 | 0     |
| 4     | 80 a 84 | 12    |
| 16    | 75 a 79 | 20    |
| 24    | 70 a 74 | 36    |
| 12    | 65 a 69 | 20    |
| 28    | 60 a 64 | 40    |
| 36    | 55 a 59 | 24    |
| 36    | 50 a 54 | 24    |
| 24    | 45 a 49 | 48    |
| 80    | 40 a 44 | 48    |
| 24    | 35 a 39 | 32    |
| 16    | 30 a 34 | 36    |
| 52    | 25 a 29 | 24    |
| 20    | 20 a 24 | 24    |
| 40    | 15 a 19 | 24    |
| 36    | 10 a 14 | 28    |
| 44    | 5 a 9   | 40    |
| 44    | 0 a 4   | 16    |

## Economia
El 2007 la població en edat de treballar era de 761 persones, 550 eren actives i 211 eren inactives. De les 550 persones actives 523 estaven ocupades (270 homes i 253 dones) i 27 estaven aturades (16 homes i 11 dones). De les 211 persones inactives 93 estaven jubilades, 83 estaven estudiant i 35 estaven classificades com a «altres inactius».

### Ingressos
El 2009 a Amfreville hi havia 438 unitats fiscals que integraven 1.202 persones, la mediana anual d'ingressos fiscals per persona era de 21.296 €.

### Activitats econòmiques
Dels 32 establiments que hi havia el 2007, 2 eren d'empreses extractives, 1 d'una empresa alimentària, 9 d'empreses de construcció, 7 d'empreses de comerç i reparació d'automòbils, 2 d'empreses de transport, 1 d'una empresa d'hostatgeria i restauració, 1 d'una empresa d'informació i comunicació, 3 d'empreses immobiliàries, 2 d'empreses de serveis, 2 d'entitats de l'administració pública i 2 d'empreses classificades com a «altres activitats de serveis».
Dels 11 establiments de servei als particulars que hi havia el 2009, 1 era un taller de reparació d'automòbils i de material agrícola, 1 guixaire pintor, 4 fusteries, 2 lampisteries, 1 empresa de construcció, 1 perruqueria i 1 agència immobiliària.
Dels 2 establiments comercials que hi havia el 2009, 1 era una gran superfície de material de bricolatge i 1 una botiga de menys de 120 m².
L'any 2000 a Amfreville hi havia 8 explotacions agrícoles que ocupaven un total de 420 hectàrees.

## Equipaments sanitaris i escolars
El 2009 hi havia una escola elemental.

## Poblacions més properes
El següent diagrama mostra les poblacions més properes.